# DcR2
 (septembre 2010).
La forme ressemble trop à un extrait de cours et nécessite une réécriture afin de correspondre aux standards de Wikipédia.
DcR2 (pour Decoy receptor 2 également appelé TRAIL receptor 4 ou Tumor necrosis factor receptor superfamily member 10d) est un récepteur de la famille des récepteurs au TNF de 386 acides aminés et de 41 849 Da capable de lier la cytokine TRAIL.
DcR2 est connu bloquer la signalisation vers la voie apoptotique induite par TRAIL par son domaine de mort incomplet et qui est incapable de former un complexe DISC (Death-Inducing Signaling Complexe) par le recrutement de la protéine FADD. L'expression de DcR2 permet aux cellules cancéreuses de résister à la mort induite par TRAIL par l'inhibition de la formation du DISC.